# Формулы Ньютона — Котса

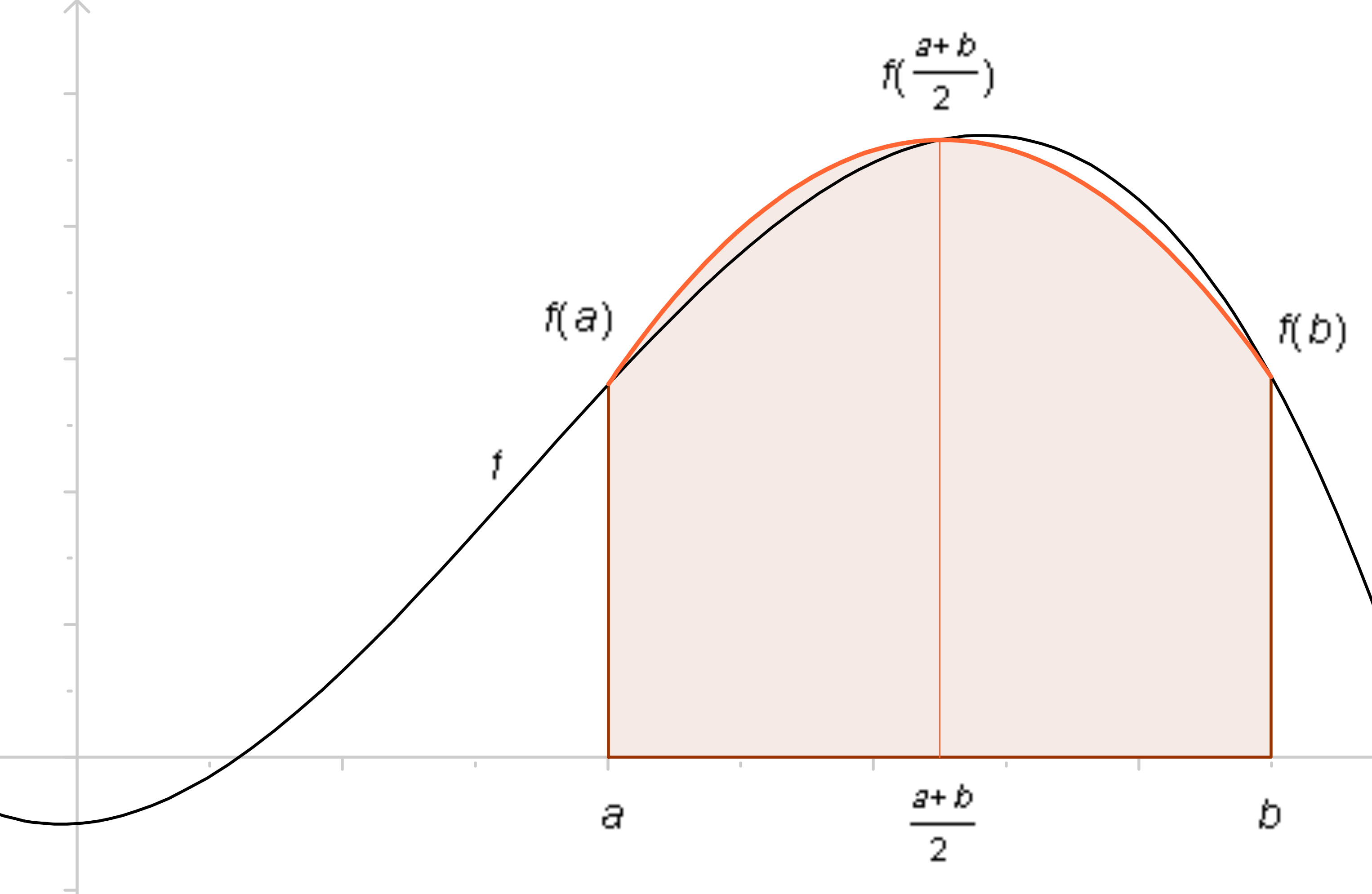
Формула Ньютона — Котса для

Формулы Ньютона — Котса (Котеса), называемые также правилами квадратуры Ньютона — Котса или просто правилами Ньютона — Котса, — это группа формул для численного интегрирования (называемых также квадратурами), основанных на вычислении интегрируемой функции в одинаково отстоящих друг от друга точках. Формулы названы именами Исаака Ньютона и Роджера Котса.
Формулы Ньютона — Котса полезны, когда заданы значения интегрируемой функции на точках, отстоящих друг от друга на одинаковом расстоянии. Если можно менять положение точек, могут оказаться более пригодными другие методы, такие как метод Гаусса и квадратурный метод Кленшоу — Кёртиса.

## Описание
Предполагается, что значения функции f определены на отрезке {\displaystyle [a,b]} и известны в {\displaystyle n+1} точке {\displaystyle a\leqslant x_{0}<x_{1}<\dots <x_{n}\leqslant b}, расположенных на одинаковых расстояниях друг от друга. Если {\displaystyle x_{0}=a} и {\displaystyle x_{n}=b}, то есть используются значения функции на границах интервала, то функция называется квадратурой «замкнутого» типа, а если {\displaystyle x_{0}>a} и {\displaystyle x_{n}<b}, то есть значения функции в крайних точках интервала не используются, то «открытого» типа. Формулы Ньютона — Котса, использующие {\displaystyle n+1} точек, могут быть определены (для обоих случаев) как
{\displaystyle \int _{a}^{b}f(x)\,dx\approx \sum _{i=0}^{n}A_{i}\,f(x_{i})},
где
- для формулы замкнутого типа {\displaystyle x_{i}=a+ih}, где {\displaystyle h={\frac {b-a}{n}}},
- для формулы открытого типа {\displaystyle x_{i}=a+(i+1)h}, где {\displaystyle h={\frac {b-a}{n+2}}}.

Число h называется размером шага, а {\displaystyle A_{i}} называется квадратурным коэффициентом.
{\displaystyle A_{i}} можно вычислить как интегралы от базисных многочленов Лагранжа, которые зависят только от {\displaystyle x_{i}} и не зависят от функции f. Пусть {\displaystyle L(x)} — интерполяционный многочлен в форме Лагранжа для заданных точек {\displaystyle (x_{0},f(x_{0})),\dots ,(x_{n},f(x_{n}))}, тогда
{\displaystyle \int _{a}^{b}f(x)\,dx\approx \int _{a}^{b}L(x)\,dx=\int _{a}^{b}\left(\sum _{i=0}^{n}f(x_{i})\,l_{i}(x)\right)\,dx=\sum _{i=0}^{n}f(x_{i})\underbrace {\int _{a}^{b}l_{i}(x)\,dx} _{A_{i}}.}

## Неустойчивость для высоких степеней
Можно построить формулы Ньютона — Котса любой степени n. Однако для больших n правило Ньютона — Котса может иногда страдать от феномена Рунге, когда ошибка растёт экспоненциально для больших n. Такие методы, как квадратура Гаусса или квадратура Кленшоу — Кёртиса — с неравными расстояниями между точками (имеющими бо́льшую плотность на концах интервала интегрирования) — устойчивы и более точны, а потому обычно более предпочтительны, чем квадратура Ньютона — Котса. Если эти методы нельзя использовать, то есть если значения интегрируемого выражения заданы только в фиксированной сетке с одинаковыми расстояниями, можно избежать феномена Рунге путём использования разбиения интервала, как разъяснено ниже.
Также устойчивые формулы Ньютона — Котса можно построить, если заменить интерполяцию на метод наименьших квадратов. Это позволяет записать численно устойчивые формулы даже для высоких степеней.

## Формулы Ньютона — Котса замкнутого типа
Следующая таблица содержит перечисление некоторых формул Ньютона — Котса замкнутого типа. Для {\displaystyle 0\leqslant i\leqslant n} пусть {\displaystyle x_{i}=a+i{\tfrac {b-a}{n}}=a+ih}, а обозначение {\displaystyle f_{i}} служит сокращением для {\displaystyle f(x_{i})}.
| n | Размер шага h                    | Общее название       | Формула                                                                 | Ошибка                                              |
| - | -------------------------------- | -------------------- | ----------------------------------------------------------------------- | --------------------------------------------------- |
| 1 | {\displaystyle b-a}              | Метод трапеций       | {\displaystyle {\frac {h}{2}}(f_{0}+f_{1})}                             | {\displaystyle -{\frac {1}{12}}h^{3}f^{(2)}(\xi )}  |
| 2 | {\displaystyle {\frac {b-a}{2}}} | Формула Симпсона     | {\displaystyle {\frac {h}{3}}(f_{0}+4f_{1}+f_{2})}                      | {\displaystyle -{\frac {1}{90}}h^{5}f^{(4)}(\xi )}  |
| 3 | {\displaystyle {\frac {b-a}{3}}} | Формула Симпсона 3/8 | {\displaystyle {\frac {3h}{8}}(f_{0}+3f_{1}+3f_{2}+f_{3})}              | {\displaystyle -{\frac {3}{80}}h^{5}f^{(4)}(\xi )}  |
| 4 | {\displaystyle {\frac {b-a}{4}}} | Правило Буля         | {\displaystyle {\frac {2h}{45}}(7f_{0}+32f_{1}+12f_{2}+32f_{3}+7f_{4})} | {\displaystyle -{\frac {8}{945}}h^{7}f^{(6)}(\xi )} |

Правило Буля иногда ошибочно называют правилом Боде, как результат типографической опечатки в книге Абрамовица и Стиган.
Степень размера сегмента h в ошибке показывает скорость, с которой убывает ошибка аппроксимации. Порядок производной функции f в ошибке даёт наименьшую степень многочлена, который не может быть вычислен точно (то есть с нулевой ошибкой) по этому правилу. Число {\displaystyle \xi } должно быть взято из интервала (a, b).

## Формулы Ньютона — Котса открытого типа
Таблица показывает некоторые формулы Ньютона — Котса открытого типа. Снова, {\displaystyle f_{i}} служит сокращённой записью для {\displaystyle f(x_{i})}, где {\displaystyle x_{i}=a+i{\frac {b-a}{n+2}}}.
| n | Размер шага h                    | Общее название                        | Формула                                                       | Ошибка                                              |
| - | -------------------------------- | ------------------------------------- | ------------------------------------------------------------- | --------------------------------------------------- |
| 0 | {\displaystyle {\frac {b-a}{2}}} | Сумма Римана или средняя сумма Римана | {\displaystyle 2hf_{1}\,}                                     | {\displaystyle {\frac {1}{3}}h^{3}f^{(2)}(\xi )}    |
| 1 | {\displaystyle {\frac {b-a}{3}}} |                                       | {\displaystyle {\frac {3}{2}}h(f_{1}+f_{2})}                  | {\displaystyle {\frac {3}{4}}h^{3}f^{(2)}(\xi )}    |
| 2 | {\displaystyle {\frac {b-a}{4}}} | Формула Милна                         | {\displaystyle {\frac {4}{3}}h(2f_{1}-f_{2}+2f_{3})}          | {\displaystyle {\frac {14}{45}}h^{5}f^{(4)}(\xi )}  |
| 3 | {\displaystyle {\frac {b-a}{5}}} |                                       | {\displaystyle {\frac {5}{24}}h(11f_{1}+f_{2}+f_{3}+11f_{4})} | {\displaystyle {\frac {95}{144}}h^{5}f^{(4)}(\xi )} |

## Разбиение интервала
Чтобы формула Ньютона — Котса была более точной, нужно, чтобы длина h была мала. Значит, интервал интегрирования {\displaystyle [a,b]} сам должен быть маленьким, что в большинстве случаев не так. По этой причине обычно численное интегрирование осуществляется путём разбиения интервала {\displaystyle [a,b]} на меньшие подынтервалы, на каждом из которых применяется формула Ньютона — Котса, после чего результаты складываются. См. статью Численное интегрирование.